# National Afro-American Council
Le National Afro-American Council est la première organisation nationale de défense des droits civiques aux États-Unis, créée en 1898 à Rochester, New York. Ce Conseil est à la fois la première arène nationale pour discuter de questions cruciales pour les Afro-Américains et un terrain de formation pour certains des leaders des droits civiques les plus célèbres du pays dans les années 1910, 1920 et au-delà. Il est dissous une décennie plus tard.

## Historique
Le Conseil est créé en septembre 1898 par le journaliste new-yorkais Timothy Thomas Fortune et l’évêque d'A.M.E Zion Alexander Walters. Ils souhaitent renouveler la tentative précédente - la Ligue nationale afro-américaine - qui a échoué à générer une dynamique et disparaît au début des années 1890. Le National Afro-American Council est dirigé par Alexander Walters, qui préside le Conseil pendant la majeure partie de son activité. L'instance réunit un large éventail de journalistes, avocats, éducateurs, politiciens et militants communautaires afro-américains lors de ses réunions annuelles. 
Le Conseil est constitué dans un contexte de lynchages violents et de privation croissante de droits des électeurs afro-américains dans les États du Sud. Alarmé par les lynchages et la discrimination raciale contre les Afro-Américains, Alexander Walters fait circuler une lettre d'appel national au printemps 1898, quelques semaines après le meurtre brutal du postier afro-américain Frazier B. Baker à Lake City, Caroline du Sud par une foule armée de Blancs. « Il devient absolument nécessaire que nous nous organisions pour nous protéger », écrit Walters, et plus de 150 dirigeants de tout le pays signent la lettre, qui est publiée dans le journal de Timothy Thomas Fortune, The New York Age. Certains d'entre eux assistent à la réunion d'organisation en septembre 1898 à Rochester, qui suit l'inauguration d'une statue leader abolitionniste décédé, Frederick Douglass. 

## Organisation
Les participants à la réunion de 1898 approuvent la création d'un Conseil non partisan, financé par des cotisations annuelles et basé sur les idéaux exprimés par la Ligue nationale afro-américaine créée précédemment. L'évêque Walters est élu président, après que Fortune a décliné le poste. Parmi les autres membres dirigeants figurent la journaliste Ida B. Wells-Barnett de Chicago, au poste de secrétaire, et le fonctionnaire des douanes fédérales John C. Dancy de Caroline du Nord, premier vice-président. 
La première réunion annuelle se tient trois mois plus tard à Washington DC et les suivantes se déroulent chaque année dans une grande ville américaine, attirant une assemblée de dirigeants afro-américains déterminés. L'écrasante majorité de ses membres sont républicains, mais le Conseil compte également une minorité active de noirs démocrates, cette mixité étant favorisée par la nature non partisane de ses débats et activités.  Elle est l'une des premières organisations nationales à accueillir des membres féminins et à les traiter sur un pied d'égalité avec les hommes ; de nombreux dirigeants nationaux du Conseil sont des femmes et au moins une femme de chaque État siège au comité exécutif national.
Le Conseil fait pression activement pour faire adopter une loi fédérale anti-lynchage. Il lève des fonds pour financer un test judiciaire contre la disposition de la nouvelle constitution de la Louisiane, privant de fait la plupart des électeurs noirs de cet État du droit de vote, en vertu de sa soi-disant « clause du grand-père ». Les hommes jugés analphabètes sont privés de ce droit, alors que les électeurs blancs, dont les ancêtres s'étaient inscrits pour voter avant une certaine date, sont exemptés de l'exigence d'alphabétisation. Les Afro-Américains ne peuvent pas bénéficier de l'exemption d'alphabétisation. Le test judiciaire, connu sous le nom de Ryanes v. Gleason, doit parcourir toutes les étapes jusqu'à la Cour suprême des États-Unis, mais il est finalement abandonné, après une décision défavorable de la Cour suprême de Louisiane. 
Le Conseil est conçu comme une instance de coordination, basée sur l'affiliation organisationnelle - que ce soit une branche du Conseil au niveau local ou d'un État, soit une école ou un journal, par l'intermédiaire d'une organisation affiliée. Les dirigeants sont élus chaque année lors des réunions et se composent d'un président, de neuf vice-présidents, de plusieurs secrétaires, d'un trésorier et d'un organisateur national, entre autres. Le grand comité exécutif national réunit trois membres de chaque État ou territoire américain, dont une femme issue de chacun d'entre eux.
Le Conseil est considéré comme la plus importante organisation nationale d'Afro-Américains et ses membres rencontrent régulièrement le président américain William McKinley jusqu'à sa mort en 1901. Ses réunions sont largement couvertes par les journaux locaux, quotidiens grand public et hebdomadaires afro-américains, dans chaque ville hôte. Le Conseil se réunit à Chicago, Illinois (1899), Indianapolis, Indiana (1900), Philadelphie, Pennsylvanie (1901) et Saint Paul, Minnesota (1902). En 1903, le Conseil se tient à Louisville, Kentucky, suivi de Saint-Louis, Missouri (1904), Détroit, Michigan (1905) et New York (1906). Sa dernière réunion se déroule en 1907 à Baltimore, Maryland.

## Leaders et autres dirigeants
Walters, qui est président jusqu'en 1902, est remplacé cette année-là par Timothy Thomas Fortune. Celui-ci reste en poste jusqu'à sa démission en 1904, tandis que William A. Pledger est président par intérim en 1903. Fortune est remplacé par le premier vice-président William Henry Steward du Kentucky, qui tient ce poste jusqu'à la réélection de Walters en 1905, qui est ensuite réélu en 1906 et 1907. 
Parmi les premiers dirigeants du Conseil se trouve le seul membre du Congrès noir du pays, le républicain de Caroline du Nord George Henry White (RN.C.). Il est vice-président pendant plusieurs mandats et tente à deux reprises, sans succès, à être élu président. Parmi les autres dirigeants, citons l'évêque Benjamin W. Arnett de l'Ohio et l'avocat William H. Lewis de Boston, tous deux vice-présidents ; l'avocat Fredrick L. McGhee du Minnesota, qui occupe différents postes; Ida B. Wells-Barnett, première secrétaire et organisatrice nationale ; les journalistes William A. Pledger, Harry Clay Smith et Christopher Perry, tous vice-présidents ; futur ministre américain au Libéria, Ernest Lyon du Maryland, Washington DC, l'oratrice et militante Mary Church Terrell et la militante de Philadelphie Gertrude Mossell, tous vice-présidents. 
Les bureaux exécutifs du Conseil mènent une grande partie du travail entre chaque réunion annuelle, comme le travail dans l'éducation, les affaires, les activités anti-lynchage et la législation. Parmi les nombreux directeurs de bureau du Conseil se trouvent le professeur WEB Du Bois, qui préside le bureau des affaires de 1899 à 1901; l'ancien gouverneur de la Louisiane PBS Pinchback, bureau littéraire (1899) ; Archibald H. Grimké, bureau littéraire (1907) ; Ida B. Wells-Barnett, Mrs. Terrell et l'éditeur de journaux George L. Knox,  le bureau anti-lynchage à tour de rôle ; William T. Vernon, un futur régisseur du Trésor américain préside le bureau de l'éducation en 1902.
Parmi les membres connus du comité exécutif national figurent Booker T. Washington de l'Alabama (1902) ; le fonctionnaire fédéral John P. Green (1898) et le professeur William S. Scarborough (1900) de l'Ohio ; l'activiste anti-Tuskegee William Monroe Trotter du Massachusetts ; l'ancien membre du Congrès George W. Murray et futur ministre américain au Libéria William D. Crum de Caroline du Sud (1900) ; le futur ministre américain au Liberia John RA Crossland du Missouri (1900) ; Henry O. Flipper du Nouveau-Mexique (1901), premier diplômé noir de West Point ; et le Régisseur du Trésor américain Judson W. Lyons de Géorgie (1900).
Le Conseil tombe sous l'influence de Booker T. Washington en 1902, qui encourage la sélection de Fortune comme président, mais ce dernier souhaite se consacrer pleinement à son journal. Après l'émergence du Niagara Movement en 1905, Walters tente de rajeunir le Conseil et de l'éloigner de l'orbite de Tuskegee, dans l'espoir d'attirer de nouveaux membres et de ramener des membres plus anciens, désenchantés, comme WEB Du Bois, McGhee et d'autres.
| Identité                                 | Période | Période | Durée |
| Identité                                 | Début   | Fin     | Durée |
| ---------------------------------------- | ------- | ------- | ----- |
| Alexander Walters (en) (1858 - 1917)     | 1898    | 1902    | 4 ans |
| Timothy Thomas Fortune (1856 - 1928)     | 1902    | 1904    | 2 ans |
| William Henry Steward (en) (1847 - 1935) | 1904    | 1905    | 1 an  |
| Alexander Walters (en) (1858 - 1917)     | 1905    | 1907    | 2 ans |

## Effondrement en 1907
Malgré des réunions très médiatisées à New York en 1906 et à Baltimore en 1907, le Conseil ne réussit pas à se stabiliser et s'effondre, en raison de frictions internes et d'un manque de financement. Le projet de fusion entre le Conseil et trois autres associations - la Negro Academy (en), le Niagara Movement et la National Negro American Political League (en) - n'aboutit pas et le Conseil disparaît. Walters préside un nouveau groupement, la Ligue politique nationale indépendante et finit par rejoindre la NAACP (Association nationale pour l'avancement des personnes de couleur), formée en 1910. De nombreux autres anciens dirigeants du Conseil, dont Du Bois, George White, Mary Church Terrell et Archibald Grimké, contribuent également à former le noyau de la nouvelle NAACP, tandis que d'autres rejoignent la nouvelle National Urban League.